# Cal Sastre de Claret
Cal Sastre és una casa de Claret, al municipi de Torà (Solsonès), inclosa a l'Inventari del Patrimoni Arquitectònic de Catalunya.

## Descripció
Es tracta d'una casa rural, situada a llevant i al començament de la plaça del nucli urbà de Claret.

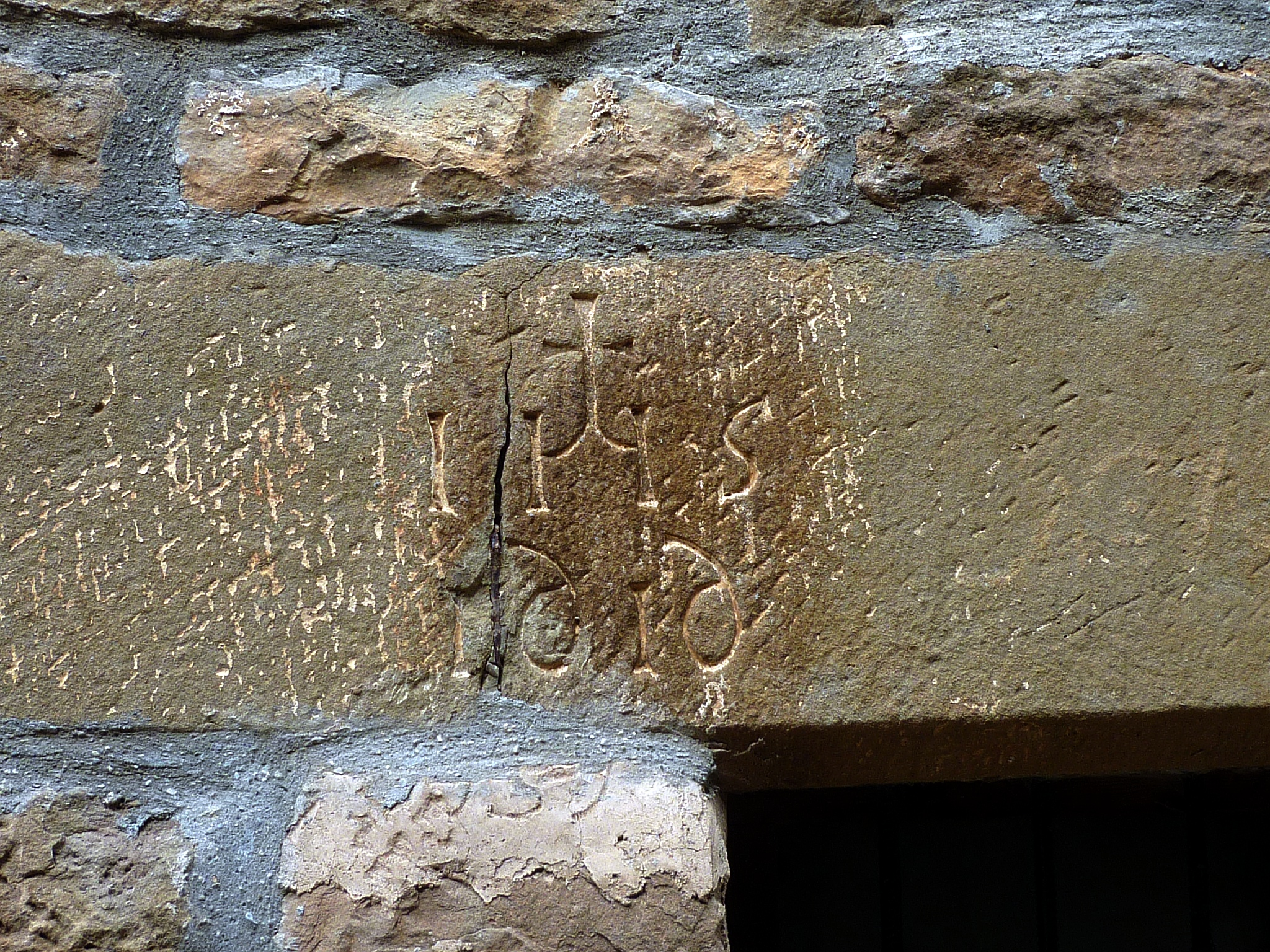
Llinda amb inscripció

Un petit jardí dona l'entrada a la casa. A la façana oest, unes escales exteriors condueixen a la porta d'accés, en arc rebaixat, situada al primer pis. A la vora, hi ha una finestra amb llinda de fusta. Al centre del segon pis s'hi troben dues finestres en llinda de fusta. A la façana sud, hi ha una finestra al soterrani, que duu la data de 1616. A la planta següent hi ha tres finestres amb llinda de fusta i una altra a la darrera. La façana est, dona a un pati tancat, al qual hi ha una entrada. En aquesta façana a la part superior hi ha una terrassa.
La coberta és de dos vessants (nord-sud), acabada amb teules.